# Eleccions legislatives daneses de setembre de 1953
Les eleccions legislatives daneses de setembre de 1953 se celebraren el 22 de setembre de 1953. El partit més votat foren els socialdemòcrates i formaren un govern de minoria dirigit per Hans Hedtoft Hansen.
| Partit                           | Líder                  | Vots           | %              | Escons         | +/-            |                |
| -------------------------------- | ---------------------- | -------------- | -------------- | -------------- | -------------- | -------------- |
| Socialdemokratiet                | Hans Hedtoft Hansen    | 894,913        | 41.3           | 74             | +13            |                |
| Venstre                          | Erik Eriksen           | 499,656        | 23.1           | 42             | +9             |                |
| Det Konservative Folkeparti      | Aksel Møller           | 364,960        | 16.8           | 30             | +4             |                |
| Det Radikale Venstre             | Jørgen P. L. Jørgensen | 169,295        | 7.8            | 14             | +1             |                |
| Danmarks Kommunistiske Parti (K) |                        | 93,824         | 4.3            | 8              | +1             |                |
| Danmarks Retsforbund (E)         |                        | 75,449         | 3.5            | 6              | -3             |                |
| De Uafhængige (U)                |                        | 58,573         | 2.0            | 0              | +0             |                |
| Schleswigsche Partei (S)         |                        | 9,721          | 0.5            | 1              | +1             |                |
| Participació                     | Participació           | 80,6%          | 80,6%          | 80,6%          | 80,6%          | 80,6%          |
| Font                             | Font                   | Folketinget.dk | Folketinget.dk | Folketinget.dk | Folketinget.dk | Folketinget.dk |